# Stenli Šehter
Stenli Šehter (15. april 1922 – 7. jun 1997) bio je američki socijalni psiholog, koji je verovatno najpoznatiji po razvoju dvofaktorske teorije emocija 1962. godine zajedno sa Džeromom E. Singerom. U svojoj teoriji navodi da emocije imaju dva sastojka: fiziološku uzbuđenost i kognitivno svojstvo. Individualni doživljaj neke emocije proizilazi iz mentalne svesti o telesnom nadražaju i objašnjenja koje osoba pridružuje tom nadražaju. Šehter je takođe studirao i objavio mnoga dela na teme gojaznosti, grupne dinamike, redosleda rođenja i pušenja. Jedna anketa časopisa  Review of General Psychology, objavljena 2002. godine, svrstala je Šehtera na sedmo mesto po citiranosti među psiholozima 20. veka.

## Biografija

### Detinjstvo, mladost i obrazovanje
Šehter je rođen u Flašingu u Njujorku, kao sin Ane (Fruhter) i Nejtana Šehter. Njegovi roditelji su bili rumunski Jevreji, njegov otac je bio iz Vasilau, malog sela u Bukovini, a njegova majka iz Radaucija. Kao mladić, Šehter je u početku studirao istoriju umetnosti na univerzitetu Jejl. Diplomirao je 1942, a nastavio je sa magistraturom u oblasti psihologije, takođe na Jejlu, gde je bio pod uticajem Klarka Hala. Nakon što je stekao magistraturu 1944. godine, Šehter se pridružio oružanim snagama Sjedinjenih Država, gde je služio do 1946. godine. Tokom svoje dve godine u oružanim snagama, Šehter je stekao čin narednika. Radio je u Odeljenju za biofiziku Aeromedicinske laboratorije Rajt Fild u Riversajdu u Ohaju, proučavajući vizuelne probleme koje su doživeli piloti u letu.
Godine 1946, nakon mandata u oružanim snagama, Šehter je otišao na Masačusetski tehnološki institut (MIT) da bi radio sa nemačkim socijalnim psihologom Kurtom Levinom, u njegovom istraživačkom centru za grupnu dinamiku, proučavajući socijalna pitanja. Nažalost, Levin je umro 1947, vrlo brzo nakon Šehterovog dolaska u Kembridž, Masačusets. Stariji doktorski student, Leon Festinger, preuzeo je funkciju Šehterovog nadzornka, i oni su postali doživotno vrlo bliski prijatelji. Kada se Festinger 1948. preselio na Institut za društvena istraživanja Univerziteta u Mičigenu, Šehter ga je sledio. Tu je Šehter stekao doktorat 1949. godine, pod Festingerovim nadzorom, pišući svoju disertaciju o tome kako su pojedinci sa različitim mišljenjima koji su radili u malim grupama bili tretirani od strane članova grupe čije se mišljenje poklapalo sa većinom.

### Rana karijera (Univerzitet Minesote 1949–1961)
Impresivna disertacija novog doktora psihologije donela mu je posao 1949. godine u Laboratoriji za istraživanje društvenih odnosa Univerziteta u Minesoti. Počevši kao docent, Šehter je ubrzo prošao kroz redove profesora; postao je vanredni profesor 1954. godine, a zatim stekao zvanje redovnog profesora 1958. godine, dobrim delom zahvaljujući svom opsežnom istraživanju i pisanju. Tokom prve decenije svoje karijere u psihologiji, Šehter je bio autor ili koautor pet knjiga, od kojih četiri (Društveni pritisci u neformalnim grupama [1950], Teorija i eksperiment u društvenoj komunikaciji [1950], Kada proročanstvo ne uspe [1956] – napisano sa Festingerom i Henrijem Rikenom, koja opisuje šta se desilo sa milenijumskim grupama nakon što je prošao njihov predviđeni datum kraja sveta – i Psihologija pripadnosti [1959]) i dalje su veoma uticajni. Pored knjiga, tokom 1950-ih, Šehter je takođe napisao brojne članke o temama kao što su prenošenje glasina, grupna kohezija i ubeđivanje.
Takav rad je Šehter stekao nekoliko počasti i nagrada tokom njegovog boravka na Univerzitetu u Minesoti. Godine 1952, Šehter je dobio Fulbrajtovu stipendiju. Zatim, 1959. godine, pred kraj svog boravka u Minesoti, Šehter je dobio i Socio-psihološku nagradu Američke asocijacije za unapređenje nauke (AAAS) i AAAS nagradu za naučna istraživanja o ponašanju 1959. godine. Te godine, Šehter je takođe osvojio prvu od svojih nekoliko nagrada Fondacije General Elektrik, koje je nastavio da osvaja svake godine do 1962. godine.

### Kasnija karijera (Univerzitet Kolumbija 1961–1992)
Nakon 12 godina na Univerzitetu u Minesoti, Šehter se pridružio fakultetu Univerziteta Kolumbija (Njujork, Njujork) kao profesor psihologije 1961. godine, gde je ostao do kraja svoje karijere. Njegov rad 1960-ih bio je fokusiran na to kako procesi atribucije utiču na ljude u različitim aspektima društvenog života i samopercepcije, sa studijama o temama kao što su red rođenja, kriminalno ponašanje, percepcija bola i gojaznost. Zahvaljujući ovakvim studijama, 1966. je imenovan Robert Džonston Nivenovim profesorom socijalne psihologije. Šehter je nastavio da dobija počasti u naredne dve godine, postajući član Gugenhajmove fondacije 1967. i osvojio nagradu za istaknuti naučni doprinos Američkog udruženja psihologa. 1968. godine.
Tokom 1970-ih, Šehterovo istraživanje je ponovo pomerilo fokus, ovog puta na pušenje duvana i nikotin. Njegovo istraživanje na ovu temu pokazalo je da je nikotin bio supstanca koja izaziva veliku zavisnost i da je proizvodila efekte povlačenja kod onih koji su pokušavali da prestanu punih petnaest godina pre nego što je duvanska industrija javno priznala ove nalaze.
Godine 1983, Šehterove opsežne i revolucionarne istraživačke studije donele su mu mesto u Nacionalnoj akademiji nauka. Godinu dana kasnije, dobio je Nagradu uglednog naučnika od Društva eksperimentalne socijalne psihologije. Ali kao čovek velike radoznalosti, Šehter nije prestao da se bavi istraživanjem nakon što je dobio ove počasti. Sredinom 1980-ih i početkom 1990-ih, njegovo istraživanje je ponovo pomerilo fokus, ovog puta na teme kao što su berza i pitanja govora.

### Penzionisanje i smrt (1992–1997)
Sa 70 godina, Šehter je odlučio da je vreme da završi svoju 31-godišnju karijeru na Univerzitetu Kolumbija i povukao se 1992. sa emeritusom statusom. Pet godina kasnije, Šehter je umro 7. juna 1997. u svom domu u Ist Hamptonu u Njujorku. Iza njega su ostali supruga Sofija (rođena Dakvort) i Elajdža, njihov jedini sin (rođen 1969). Pored ova dva člana porodice, Šehter je iza sebe ostavio i veoma ugledne, uticajne studente psihologije, kao što su Bib Latane, Ričard Nisbet, Li Ros, Džerom Singer, Stjuart Valins, Patriša Plајner, Džudit Rodin i Led Viler. Njegovi radovi su arhivirani u Bentli istorijskoj biblioteci Univerziteta u Mičigenu.

## Doprinosi psihologiji

### Glavne publikacije i nalazi

#### Devijacija, odbijanje i komunikacija (1951)
Šеhter je sproveo eksperiment koji je testirao društvene pritiske koje osoba može osećati da bi se prilagodila da se uklopi u kohezivnost, da se poklapa sa mišljenjima grupe i značaju drugih članova grupe. Šеhter je prepoznao važnost komunikacije i odbijanja među grupom i koordinirao ove varijable zajedno sa parametrima eksperimenta. Rezultati Šеhterovih eksperimenata su ključne komponente za proučavanje međuljudske komunikacije i grupne dinamike.

#### Red rođenja, eminencija i visoko obrazovanje (1963)
Šеhter je takođe bio zainteresovan za istraživanja koja su uključivala originalne ideje Frensisa Galtona o eminenciji i redu rođenja. Verovalo se da su oni koji su eminentniji, inventivniji, produktivniji ili genijalniji, bilo prvorođeni ili jedino dete u porodici. Njegovo istraživanje je zaključilo da su ovi podaci samo odraz, jer sva prethodna istraživanja uključuju populaciju koledža kao eksperimentalni uzorak. On ukazuje da su uzorci koledža iz mnogo razloga prenaseljeni porodičnim prvorođencima.

## Publikacije

### Knjige
- Schachter, S (1950) With L. Festinger and K. Back. Social Pressures in Informal Groups. New York: Harpers.
- Schachter, S (1956)  With L. Festinger and H. Riecken. When Prophecy Fails. Minneapolis: University of Minnesota Press.
- Schachter, S (1959) The Psychology of Affiliation. Stanford: Stanford University Press.
- Schachter, S (1971). Emotion, Obesity and Crime. New York: Academic.
- Schachter, S & Rodin, J. (1974). Obese Humans and Rats. Hillsdale, NJ.: Erlbaum.

## Poglavlja knjiga
- Schachter, S. (1964) The interaction of cognitive and physiological determinants of emotional state. In Advances in Experimental Social Psychology, ed. L. Berkowitz, pp. 49–79. New York: Academic Press.
- Schachter, S. & Latané, B. (1964). Crime, cognition and the autonomic nervous system. In Nebraska Symposium on Motivation, ed. D. Levine, pp. 221–73. Lincoln: University of Nebraska Press.
- Schachter, S. (1980). Nonpsychological explanations of behavior. In Retrospective on Social Psychology, ed. L. Festinger, pp. 131–57. New York: Oxford University Press.

### Članci
- Schachter, S. (1951) Deviation, rejection and communication.J. Abnorm. Soc. Psychol. 46:190-207.
- Schachter, S. (1962) With J. Singer. Cognitive, social and physiological determinants of emotional state. Psychol. Rev. 69:379-99.
- Schachter, S. (1963) Birth order, eminence and higher education. Am. Sociol. Rev. 28:757-68.
- Schachter, S. (1968). Obesity and eating. Science 161:751-56.
- Schachter, S. (1971). Some extraordinary facts about obese humans and rats. Am. Psychol. 26:129-44.
- Schachter, S. (1977). Nicotine regulation in heavy and light smokers. J. Exp. Psychol. 106:5-12.
- Schachter, S. (1978). Pharmacological and psychological determinants of cigarette smoking. Ann. Intern. Med. 88:104-14.
- Schachter, S. (1982). Recidivism and self-cure of smoking and obesity. Am. Psychol. 37:436-44.
- Schachter, S. (1991) With N. J. S. Christenfeld, B. Ravina, and F. R. Bilous. Speech disfluency and the structure of knowledge. J. Pers. Soc. Psychol. 60:362-67.

## Literatura
- Grunberg, N. E., Nisbett, R. E., Rodin, J., and Singer, J. E. (1987). A Distinctive Approach to Psychological Research: The Influence of Stanley Schachter. Hillsdale, N.J.: Lawrence Erlbaum Associates. google books[мртва веза]
- G. Lindzey (ed.) A History of Psychology in Autobiography, Vol. VIII (1989). Stanford: Stanford University Press.